# Ricardo Graça
Ricardo Graça, född 16 februari 1997 i Rio de Janeiro, är en brasiliansk fotbollsspelare.
Han blev olympisk guldmedaljör i fotboll vid sommarspelen 2020 i Tokyo.